# 邓泽文
邓泽文（1997年2月6日—），湖南洞口人，中国女子水球运动员。她曾代表中国国家队参加2020年夏季奥林匹克运动会女子水球比赛，结果队伍获得第八名。